# Huccorgne
Huccorgne (en wallon Houcoigne) est une section de la commune belge de Wanze située en Région wallonne dans la province de Liège.
C'était une commune à part entière avant la fusion des communes de 1977.
Ces habitants s'appellent les Huccorgnois ou les Vias (veau) à la suite d'une légende locale.
Le village forme avec Moha l'un des sites des premières fouilles préhistoriques des paléontologues Julien Fraipont et François Tihon. Le site s'étale du Paléolithique moyen au Néolithique.
Le viaduc de Huccorgne, le plus long de l'autoroute de Wallonie, surplombe sur une longueur de 550 m, la vallée de la Mehaigne. Il a été inauguré en juillet 1971.

## Démographie
- Sources:INS, Rem:1831 jusqu'en 1970=recensements, 1976= nombre d'habitants au 31 décembre

## Patrimoine et culture

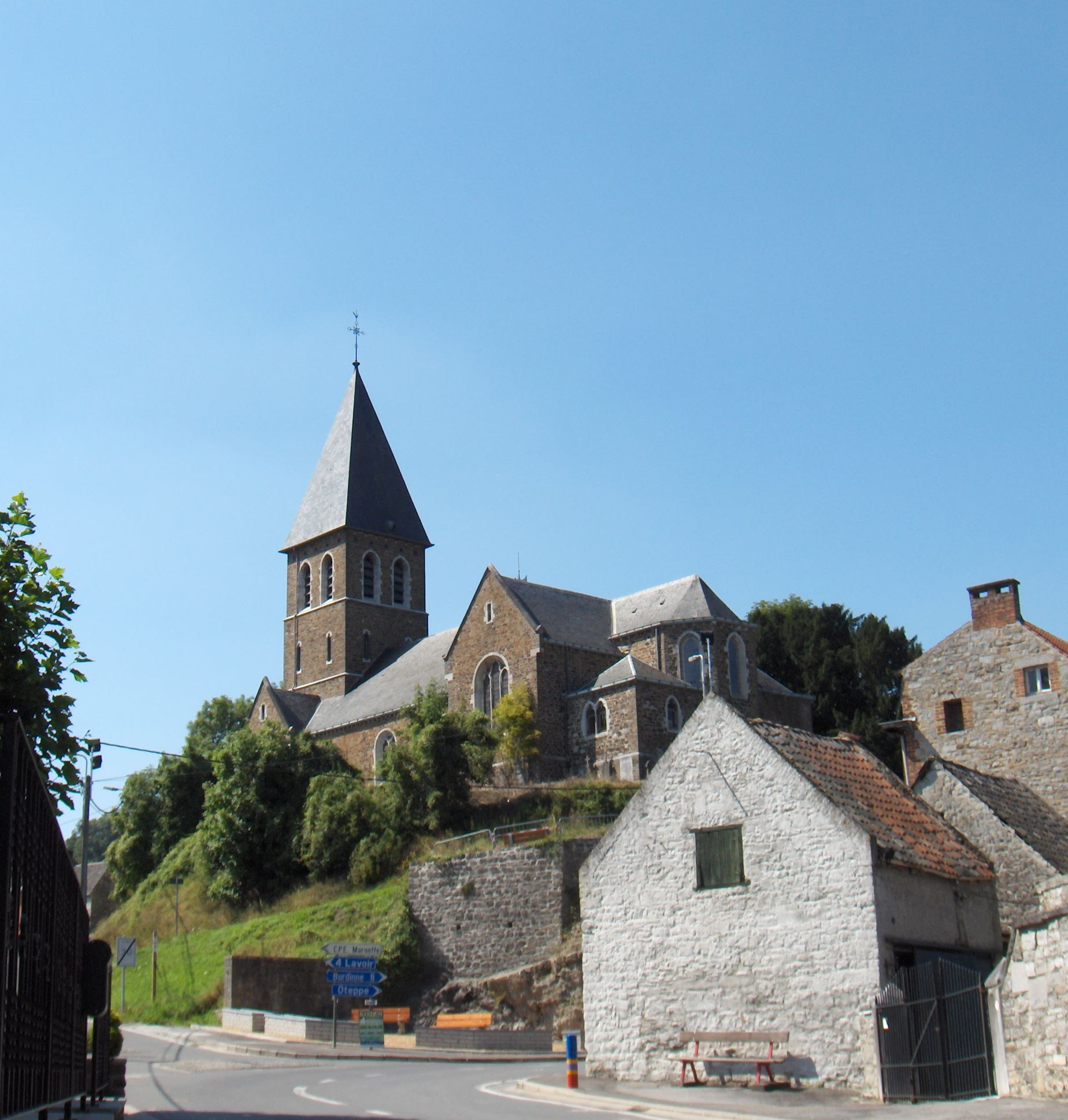
Église néo-romane Saint-Jean-Baptiste datant de 1710.
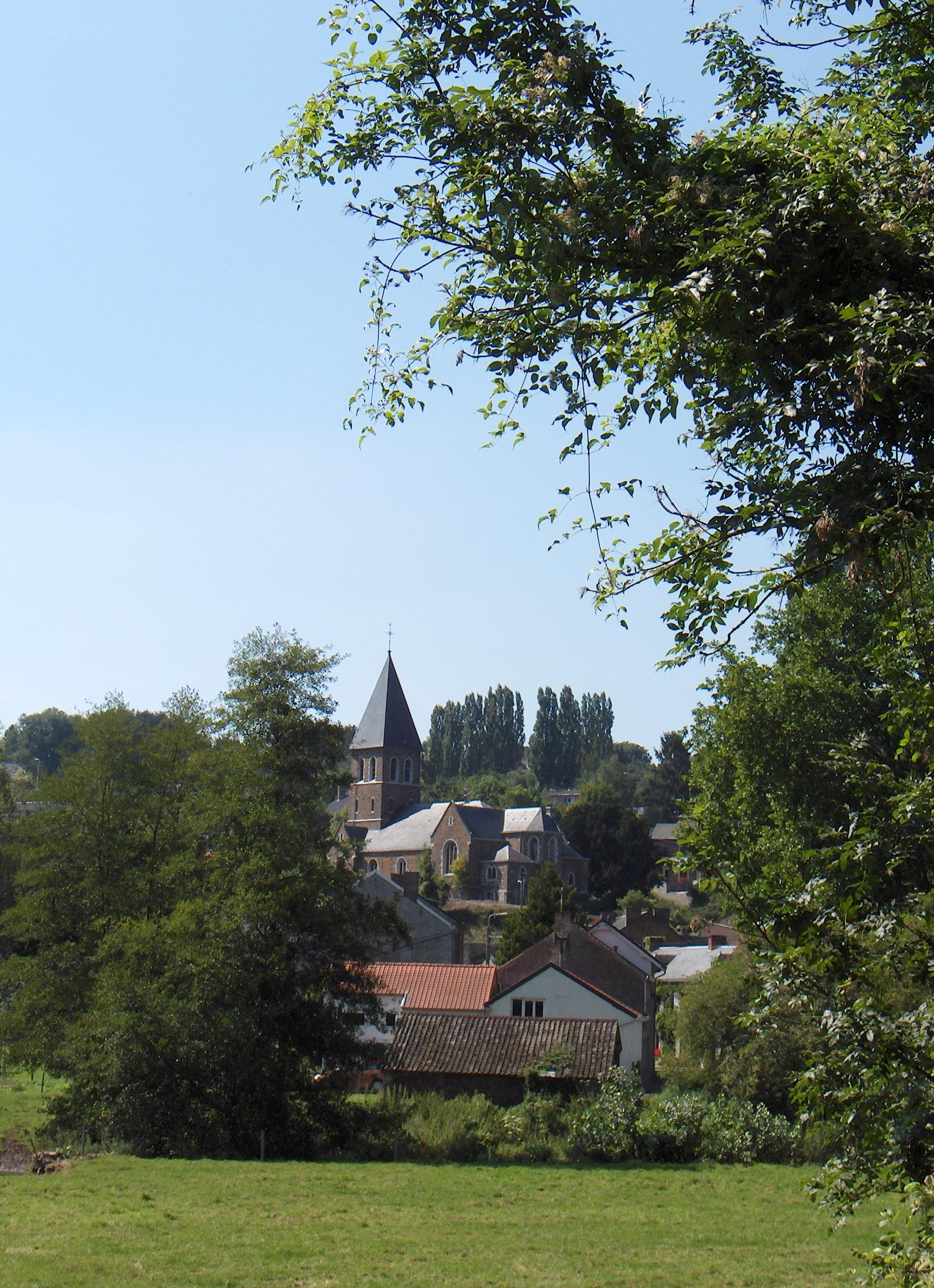
Vue sur le village

## Personnalité
Léon Collinet, bourgmestre d'Huccorgne en 1860 et fondateur du Groupe Carmeuse.